# バングラデシュの国旗
バングラデシュの国旗（バングラデシュのこっき、ベンガル語: বাংলাদেশের জাতীয় পতাকা）は、1972年1月17日に制定された。旗のデザインは、緑の地に、中央からやや旗竿寄りに赤い円が描かれている。赤い円は昇りゆく太陽を表し、地の緑色は豊かな大地を表す。また、赤い色は独立戦争で死んだ者の血も表している。縦横比は3:5。

バングラデシュ国旗の描き方

## 概要
旗の原型は、独立の契機となった1971年のバングラデシュ独立戦争時に芸術家カムルル・ハサン（কামরুল হাসান）によってデザインされた。対立関係にあった西パキスタンの「三日月と星」に対抗することを意図している。当時の旗には赤い円の中に金色でバングラデシュの地図が描かれていたが、旗が翻った時に正しい地図を維持することが困難であるなどの理由により、制定時に削除された。
この旗の太陽はやや左に寄っているが、これは旗がはためくことにより、やや左に寄せることで中心に見えるように、という配慮である。
日本の「日章旗」とのデザインの類似性があり、初代大統領シェイク・ムジブル・ラフマンが国旗を決める際に吹浦忠正（国際赤十字、初代バングラデシュ日本人会会長）は意見を求められており、日本の国旗の意味について解説している。吹浦はバングラデシュ独立戦争時に国際赤十字の仕事で現地に滞在していた。ムジブル・ラフマンの娘で首相になったシェイク・ハシナは、「父は日本の日の丸を参考にした。」と発言した。

## 形式
フィールドが無地であり、中央に無地の真円が配置されている。類似の形式を持つ国旗に日章旗やパラオの国旗がある。

別タイプの国旗（縦横比2:3）
? 商船旗
? 軍艦旗
空軍旗

## 歴史的な旗

?植民地時代の旗（1757年 - 1801年）
?植民地時代の商船旗（1757年 - 1801年）
?植民地時代の政府船旗（1757年 - 1801年）
?植民地時代の軍艦旗（1757年 - 1801年）
?植民地時代の旗（1801年）
?植民地時代の旗（1801年 - 1877年）
?植民地時代の商船旗（1801年 - 1877年）
?植民地時代の政府船旗（1801年 - 1877年）
?植民地時代の軍艦旗（1801年 - 1847年）
?植民地時代の政府船旗（1877年 - 1947年）
?植民地時代の旗（1877年 - 1947年）
?植民地時代の総督旗（1877年 - 1947年）
東パキスタン時代の旗（1955年 - 1971年）
東パキスタン時代の商船旗（1955年 - 1971年）
?原型となったバングラデシュ独立戦争当時の旗（1971年）。円上に描かれていた地図は独立後に削除され、現在のデザインになった。  旗が翻った時に正しい地図を維持することが困難であるなどの理由により、制定時に削除された。
?バングラデシュ独立戦争当時の旗（1971年）。裏面

## 類似した旗

? クルディスタン王国（英語版）の国旗
日本の国旗
パラオの国旗